# Igor Jerman

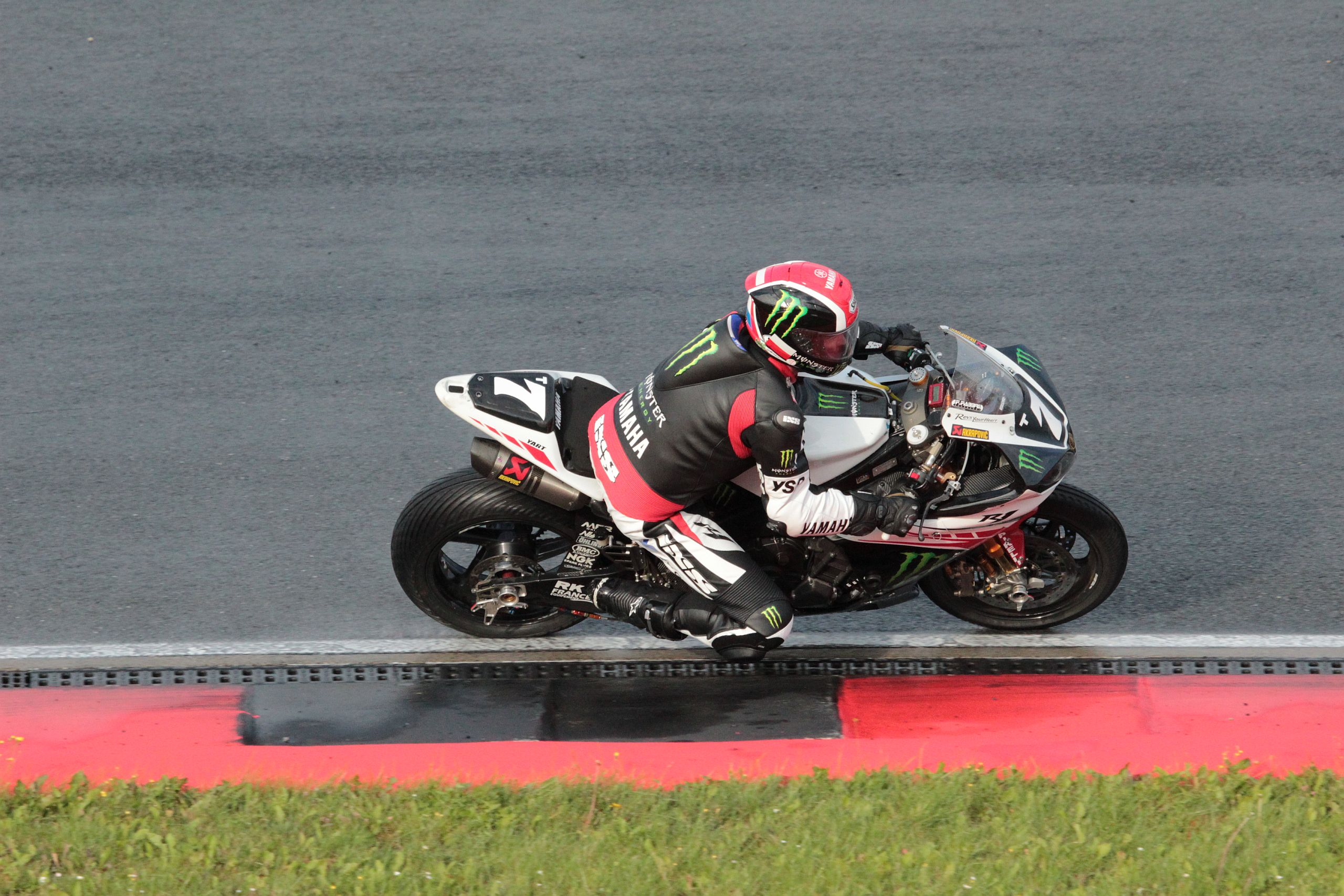
Igor Jerman in Oschersleben 2014, auf einer Yamaha

Igor Jerman (* 12. Juli 1975 in Ljubljana) ist ein slowenischer Motorradrennfahrer.

## Karriere
Igor Jerman war zwischen 1996 und 2000 für das private Bertocci-Team auf Kawasaki in der Superbike-Weltmeisterschaft unterwegs. Seine beste WM-Platzierung war Rang 14 in der Saison 1999.
Ab 1998 startete Igor Jerman auch in der Langstrecken-Weltmeisterschaft, wo er 1998 als jüngster Le-Mans-Sieger überhaupt in die Geschichte einging. 2002 wurde er mit dem chinesischen Zongshen-Team auf Suzuki erstmals Weltmeister. 2004 wechselte er in das österreichische Yamaha Austria Racing Team (YART), mit dem er auf Yamaha elf Jahre nach seinem ersten Le-Mans-Triumph 2009 zum zweiten Mal das 24-Stunden-Motorradrennen von Le Mans gewann. Außerdem gewann er 2009 auch seinen zweiten WM-Titel.
Igor Jerman gewann bis heute zehn Endurance-WM-Läufe, sechs davon für das YART.

## Erfolge
- 2002 – Langstrecken-Weltmeister auf Suzuki
- 2009 – Langstrecken-Weltmeister auf Yamaha
- 10 Siege in der Langstrecken-Weltmeisterschaft

## Statistik
(Stand: Saisonende 2009)
| Saison | Team            | Punkte | Siege | Poles | Schn. Runden | WM-Rang | Teamkollegen                                   | Gewonnene Rennen                                                                            |
| ------ | --------------- | ------ | ----- | ----- | ------------ | ------- | ---------------------------------------------- | ------------------------------------------------------------------------------------------- |
| 1998   | Kawasaki France | -      | 1     | -     |              | -       | Bertrand Sébileau Thierry Paillot              | 24 Stunden von Le Mans                                                                      |
| 2001   | Phase One       | -      | 1     | -     |              | 4.      | Olivier Ulmann Peter Lindén                    | 24 Stunden von Oschersleben                                                                 |
| 2002   | ZongShen        | 127    | 2     | -     |              | 1.      | Warwick Nowland Stéphane Mertens Bruno Bonhuil | 200 Meilen von Assen 12 Stunden von Albacete                                                |
| 2006   | YART            | 150    | 1     | -     | 1            | 2.      | Gwen Giabbani Sebastien Scarnato               | 8 Stunden von Suzuka (Superbike-Klasse)                                                     |
| 2008   | YART            | 95     | 1     | -     | 1            | 2.      | Steve Martin Gwen Giabbani Steve Plater        | 8 Stunden von Doha                                                                          |
| 2009   | YART            | 145    | 4     | 1     | 3            | 1.      | Steve Martin Gwen Giabbani                     | 24 Stunden von Le Mans 8 Stunden von Oschersleben 8 Stunden von Albacete 8 Stunden von Doha |